# Viaje al Oeste (serie de televisión)
Viaje al Oeste es una serie de TV china creada por CCTV en 1986; es una adaptación del cuento clásico Viaje al Oeste. En Hispanoamérica fueron transmitidas en México (Cable Kin), España (La 1) y Colombia (Cadena Tres, ahora Señal Colombia).

## Lista de Episodios

### Temporada 1
La temporada 1 cuenta con 25 episodios y abarca 74 capítulos de la novela. El primer episodio salió al aire el 1 de octubre de 1982, y el rodaje se prolongó hasta 1987. Se lanzó oficialmente en 1986. Con los efectos especiales limitados, pero relativamente nuevos, la serie recibió una tasa de audiencia del 89,4% en 1987. La serie se ha retransmitido todos los años desde entonces.
| #  | Título                                                         | Título en chino | Basado en el capítulo de la novela | Duración en minutos |
| -- | -------------------------------------------------------------- | --------------- | ---------------------------------- | ------------------- |
| 1  | El nacimiento del Rey Mono                                     | 猴王初問世      | 1-2                                | 40                  |
| 2  | Encargado de Caballos                                          | 官封弼馬溫      | 2-4                                | 44                  |
| 3  | Estragos en el Palacio de los Cielos                           | 大聖鬧天宮      | 4-7                                | 57                  |
| 4  | Encarcelado en la montaña Wuxing                               | 困囚五行山      | 7-9, 12-13                         | 41                  |
| 5  | El Rey Mono se convierte en guardaespaldas del monje Tripitaka | 猴王保唐僧      | 13-15                              | 51                  |
| 6  | Desastres en el Templo Kwan-yin                                | 禍起觀音院      | 16-17                              | 42                  |
| 7  | Consiguiendo a Zhu Bajie por estrategia                        | 計收豬八戒      | 18-19                              | 51                  |
| 8  | Enfrentando tres adversidades durante el duro viaje            | 坎途逢三難      | 20-24                              | 49                  |
| 9  | Robar la Fruta Ginsen                                          | 偷吃人蔘果      | 24-26                              | 51                  |
| 10 | Tres batallas con los demonios huesos blancos                  | 三打白骨精      | 27                                 | 48                  |
| 11 | Estimular al Rey Mono Sabiamente                               | 智激美猴王      | 28-31                              | 52                  |
| 12 | Robar el tesoro en la cueva de Loto                            | 奪寶蓮花洞      | 32-35                              | 51                  |
| 13 | Matando a los demonios en el País de Wuji                      | 除妖烏雞國      | 36-39                              | 58                  |
| 14 | Batallando con el Chico rojo                                   | 大戰紅孩兒      | 40-42                              | 42                  |
| 15 | Derrotando a los tres demonios en un duelo de poder mágico     | 鬥法降三怪      | 44-46                              | 59                  |
| 16 | Encuentro interesante en el Reino de Mujeres                   | 趣經女兒國      | 53-55                              | 59                  |
| 17 | Los tres intentos de tomar el abanico de la palma              | 三調芭蕉扇      | 59-61                              | 50                  |
| 18 | Limpiando la torre y aclarando una injusticia                  | 掃塔辨奇冤      | 62-63                              | 54                  |
| 19 | Entrando al pequeño templo del trueno por error                | 誤入小雷音      | 64-66                              | 55                  |
| 20 | El Rey Mono se vuelve médico                                   | 孫猴巧行醫      | 68-71                              | 56                  |
| 21 | Cayendo a la Cueva de la Araña por accidente                   | 錯墜盤絲洞      | 72-73                              | 57                  |
| 22 | Cuatro visitas al abismo                                       | 四探無底洞      | 80-83                              | 62                  |
| 23 | Enseñando en Yuhuazhou                                         | 傳藝玉華州      | 84-85, 88-90                       | 59                  |
| 24 | Obteniendo el conejo de jade en India                          | 天竺收玉兔      | 93-95                              | 46                  |
| 25 | La llegada a la Tierra de la Pureza                            | 波生極樂天      | 98-100                             | 50                  |

### Temporada 2
La temporada 2 cuenta con 16 episodios (incluye otros 25 capítulos de la novela). La filmación comenzó en 1998 y finalizó en 1999. Fue transmitido por CCTV en el año 2000. La historia interna de la segunda temporada tiene los cuatro protagonistas relacionados con el emperador Taizong de Tang a través de recuerdos de sus viajes y aventuras, (es decir, no los episodios que se muestran en la primera serie) a su regreso a China. La temporada 2 es diferente del formato de la primera temporada, como la mayoría de los episodios finales en una situación tensa, los conflictos se resuelven y los nuevos se encuentran en la mitad de los episodios en una línea de tiempo más fluido.
| #  | Título                                                 | Título en chino | Basado en los episodios de la novela | Duración en minutos |
| -- | ------------------------------------------------------ | --------------- | ------------------------------------ | ------------------- |
| 1  | Peligroso cruce en el Río del Cielo                    | 險渡通天河      | 47-48                                | 43                  |
| 2  | Un enfrentamiento entre maestros y discípulos          | 師徒生二心      | 49, 56-58                            | 44                  |
| 3  | El verdadero y falso Rey Mono                          | 真假美猴王      | 58                                   | 44                  |
| 4  | Obstáculo en la Montaña León Camello                   | 受阻獅駝嶺      | 58, 74                               | 44                  |
| 5  | Reunión de inmortales en la plataforma Pavo Real       | 遇仙孔雀台      | 75-76                                | 44                  |
| 6  | Buda captura el gran Roc                               | 如來收大鵬      | 77, 43                               | 44                  |
| 7  | Angustia en el río de agua negra                       | 情斷黑水河      | 43, 10                               | 44                  |
| 8  | Capturando al demonio toro verde                       | 收伏青牛怪      | 50-51                                | 44                  |
| 9  | Rezando por lluvia en la Prefectura del Fénix Inmortal | 祈雨鳳仙郡      | 52, 87                               | 44                  |
| 10 | Causando estresgos en el Saloón cubierto de perfumes   | 大鬧披香殿      | 87, 67                               | 44                  |
| 11 | Un callejón sin salida se convierte el camino          | 絕域變通途      | 67, 86                               | 44                  |
| 12 | Derramando lágrimas en la niebla oculta de la Montaña  | 淚灑隱霧山      | 86, 78                               | 44                  |
| 13 | Rescate en la ciudad de los niños                      | 救難小兒城      | 78-79                                | 44                  |
| 14 | Atrapando bandidos en la ciudad de Bodhisattva         | 緝盜菩提城      | 79, 88, 96-97                        | 44                  |
| 15 | Regresando el alma al Benefactor Kou                   | 還魂寇善人      | 97, 91                               | 44                  |
| 16 | Admirando las linternas en la Prefectura Jinping       | 觀燈金平府      | 91-92                                | 43                  |

## Reparto

### Temporada 1
- Liu Xiao Ling Tong como Sun Wukong.
- Wang Yue, Xu Shaohua, Chi Chongrui como Tang Sanzang.
- Ma Dehua como Zhu Bajie.
- Yan Huaili como Bonzo Sha.

### Temporada 2
- Liu Xiao Ling Tong como Sun Wukong.
- Xu Shaohua, Chi Chongrui como Tang Sanzang.
- Cui Jingfu como Zhu Bajie.
- Liu Dagang como Bonzo Sha.

## Wu Cheng'en y el viaje al Oeste
El reparto principal (Liu Xiao Ling Tong, Chongrui Chi, Ma Dehua y Dagang Liu) repiten sus papeles de nuevo en Wu Cheng'en y el viaje al Oeste, una serie de televisión de 2010 sobre Cheng'en, el autor de Viaje al Oeste, y su inspiración para escribir la novela. Liu Xiao y Ling Tong simultáneamente representan a Wu Cheng'en y al Rey Mono.